# 조항리 (아나운서)
조항리(1988년 7월 16일 ~ )는 대한민국의 아나운서다.

## 학력
- 경기초등학교 졸업
- 청운중학교 졸업
- 명덕외국어고등학교 독일어과 졸업
- 연세대학교 경영학과 졸업

## 경력
- 2012년 12월 ~ 현재 : KBS 공채 39기 아나운서실 아나운서
- 2013년 1월 ~ 12월 : KBS부산방송총국 지역근무 아나운서

## 진행 프로그램
| 연도        | 방송사      | 제목                                       | 담당                     | 진행기간                           | 비고                                                                                  |
| ----------- | ----------- | ------------------------------------------ | ------------------------ | ---------------------------------- | ------------------------------------------------------------------------------------- |
| 2014        | KBS2        | 우리동네 예체능                            | 출연                     | 2014년 7월 15일                    | 신태용이 합류 - 우리동네 FC에 합류, ‘개그콘서트’ 축구팀 개발 FC와 대결                |
| 2014        | KBS1        | KBS 오전 5시 뉴스                          | 진행                     | 2014년 7월 7일 ~ 7월 18일          |                                                                                       |
| 2015        | KBS1        | KBS 오전 5시 뉴스                          | 진행                     | 2015년 1월 1일 ~ 6월 19일          |                                                                                       |
| 2014        | KBS2        | 나의 결혼 원정기                           | 출연                     | 2014년 9월 2일 ~ 9월 11일          |                                                                                       |
| 2015 ~ 2018 | KBS1        | TV비평 시청자데스크                        | 패널                     | 2015년 4월 25일 ~ 2018년 5월 11일  | 시청자의 눈                                                                           |
| 2015 ~ 2018 | KBS2        | 누가누가 잘하나                            | 진행                     | 2015년 10월 16일 ~ 2018년 5월 31일 |                                                                                       |
| 2017        | KBS2        | 1 대 100                                   | 1인 참가자               | 2017년 7월 4일                     | 487회 탤런트 이계인 도전자와 함께함                                                   |
| 2017        | KBS2        | 2TV 생생정보                               | 임시진행                 | 2월 13일 ~ 2월 17일(1회)           |                                                                                       |
| 2017        | KBS2        | 2TV 생생정보                               | 임시진행                 | 7월 17일 ~ 7월 21일(2회)           |                                                                                       |
| 2020        | KBS2        | 2TV 생생정보                               | 임시진행                 | 9월 28일 ~ 9월 30일(3회)           |                                                                                       |
| 2021        | KBS2        | 2TV 생생정보                               | 임시진행                 | 6월 8일 ~ 6월 11일(4회)            |                                                                                       |
| 2018        | KBS2        | 영화가 좋다                                | 진행취소                 | 2018년 3월 이후(진행취소)          | [ 2 ]                                                                                 |
| 2018 ~ 2020 | KBS2        | 지구촌 뉴스                                | 진행                     | 2018년 9월 17일 ~ 2020년 9월 29일  |                                                                                       |
| 2019        | KBS1        | KBS 주말 오후 5시 뉴스                     | 임시 진행                |                                    |                                                                                       |
| 2020        | KBS2        | KBS 8 아침뉴스타임                         | 패널                     |                                    | 연예수첩 코너                                                                         |
| 2021        | KBS2        | KBS 8 아침뉴스타임                         | 임시진행                 | 8월 11일 ~ 8월 12일                |                                                                                       |
| 2020        | KBS2        | KBS 3시 뉴스타임                           | 임시진행                 | 12월 28일 ~ 12월 31일              |                                                                                       |
| 2021        | KBS1        | KBS 뉴스 5                                 | 임시진행                 | 8월 5일 ~ 8월 6일                  |                                                                                       |
| 2021 ~ 2022 | KBS1        | KBS 뉴스광장                               | 패널                     |                                    | 클릭@핫뉴스 톡톡 지구촌 코로나19 Q&A 권역별 뉴스                                      |
| 2022        | KBS1        | KBS 930 뉴스                               | 임시진행                 | 4월 9일                            | 토요일                                                                                |
| 2022 ~ 2024 | KBS1        | 6시 내고향                                 | 임시패널                 | 9월 4일                            | 7609회(시청자 주간 특집·착한소비 장보고 특집 (공주 산성시장))                         |
| 2022 ~ 2024 | KBS1        | 6시 내고향                                 | 패널                     | 2022년 9월 2일 ~ 2024년 4월 5일    | 7610회(화성 포도 축제 특집) ~ 8015회 <60초를 잡아라> 패널                             |
| 2023        | KBS1        | 6시 내고향                                 | 특별패널                 | 7월 28일                           | 7840회(2023 재난극복 우리함께 · 수해 현장 특집 2부)                                   |
| 2022 ~ 2023 | KBS1        | 노래가 좋아                                | 진행                     | 2022년 10월 23일 ~ 2023년 6월 4일  |                                                                                       |
| 2024        | KBS 1라디오 | 오늘 밤 1라디오                            | 금요일 진행              | 2024년 1월 1일~ 2024년 12월 27일   |                                                                                       |
| 2024        | KBS 1라디오 | 생방송 주말 저녁입니다                     | 진행                     | 2024년 5월 4일~ 2024년 12월 29일   |                                                                                       |
| 2024        | KBS1        | KBS 뉴스 7                                 | 임시진행                 | 5월 13일 ~ 5월 14일                | [ 5 ]                                                                                 |
| 2024        | KBS1        | 아침마당                                   | 참가자                   | 5월 24일                           | 9659회 행복한 금요일 쌍쌍파티 도전자(부부 및 아내 배혜지 기상캐스터와 함께 짝을 이룸) |
| 2024        | KBS1        | 특별 생방송 희망 2025 나눔캠페인 1부 ~ 2부 | 공동진행                 | 2024년 12월 18일                   | 1부 나눔은 행복입니다 ~ 2부 행복한 기부                                               |
| 2025        | KBS 1라디오 | 함께하는 세상                              | 토요일 진행              | 2025년 1월 18일 ~                  |                                                                                       |
| 2025        | KBS2        | 2TV 생생정보                               | 공동진행                 | 2025년 3월 31일 ~ 현재             |                                                                                       |
| 2025        | KBS1        | 무엇이든 물어보세요                        | 화요일 아나운서 임시패널 | 2025년 8월 12일                    |                                                                                       |